# Foréziens
Les Foréziens (Forénâs en Forézien), également écrit Forésiens, sont les habitants du Forez, un ancien comté de France disparu en 1790, qui continue d'exister après cette date en tant que région historique et naturelle. La population forézienne représente une partie des peuples vivant sur la terre de France.

## Ethnonymie
L'ethnonyme est mentionné sous la forme Forésien en 1791. Selon L. Roux, ce nom vient incontestablement de forum, dont le sens principal est « marché ». Dans cette étymologie, L. Roux trouve à la fois l'origine du Forézien et le trait dominant de son caractère. Forum Segusianorum (Feurs) fut la capitale du Forez sous les Romains. Bien que dans la langue latine le mot forum ait une haute signification politique et sociale, il est probable cependant que les transactions commerciales furent le lien dominant entre les peuples et que les premiers intérêts des Ségusiens, sous toutes les dominations, consistèrent en échanges de produits et de marchandises. Quoi qu'il en soit, le Forézien est resté marchand et commerçant par excellence ; il semble obéir à un instinct, à une vocation qui est de vendre, d'acheter et de produire, car les temps modernes l'ont fait industriel et les socialistes l'ont nommé producteur.
D'après une autre hypothèse, le toponyme Forez, dérivant de forum segusiavorum, a probablement désigné initialement un ensemble de terres à caractère public antique (ager publicus) des Ségusiaves libres vivants à l'extérieur de la colonie romaine de Lyon, terres publiques qui auraient par la suite formé le comté.
Par ailleurs, Foréziens est également le nom des habitants de Feurs.

## Anthropologie et ethnologie

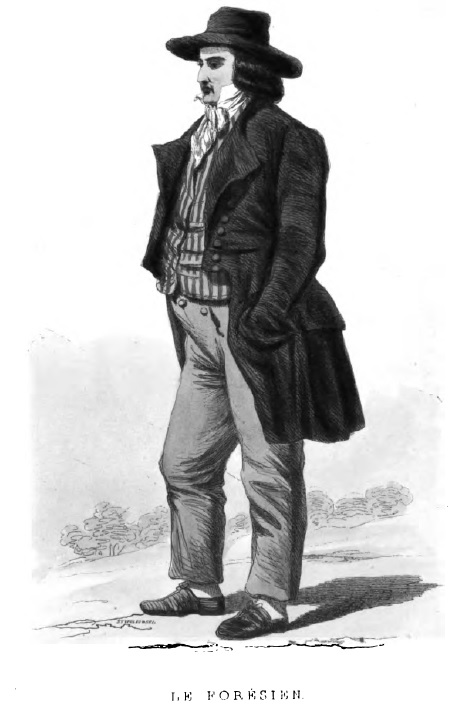
Un Forézien, dessin de 1841.

La situation topographique du Forez est fixée ainsi par les anciens géographes : à l'est le Rhône, au sud les Velauniens, à l'ouest les Arverniens et au nord les Éduens, qui avaient les Ségusiens pour premiers alliés. Selon M. Roux, le Forez a toujours été tout d'une pièce et cette petite province, enclavée dans le centre, loin des grands affluents politiques, a très peu varié de mœurs et de coutumes.
D'après Abel Hugo, la douceur et la bonté paraissent être les qualités dominantes du caractère des habitants du Forez dans la première moitié du XIXe siècle. Attachés à leur région et à leur famille, ils montrent aussi beaucoup de penchant pour la religion ; sachant que la piété des habitants des campagnes, dans certains cantons, arrive jusqu'à la superstition. Les ouvriers des villes, avec des mœurs moins rudes et moins agrestes, offrent plus de corruption et moins d'attachement aux idées religieuses à cette époque, ils ont une intelligence beaucoup plus développée que celle des cultivateurs, presque partout encore esclaves des habitudes, des routines et des préjugés.
Les goûts casaniers de la plupart des habitants de la Loire ; leur affection pour la famille et leur attachement au sol natal, les disposent peu à la vie militaire. On compte d'ailleurs dans la région un assez grand nombre d'insoumis et de déserteurs dans la première moitié du XIXe siècle ; il est cependant juste de reconnaître que cette antipathie pour la profession des armes n'exclut ni le courage ni la fermeté, dit Abel Hugo. Quand les Foréziens se sont décidés à accepter l'état militaire ils deviennent, selon l'auteur, d'excellents soldats, soumis et obéissants à leurs chefs et intrépides devant l'ennemi. L'ancien 4e régiment d'infanterie légère, qui a pris une part active aux guerres de l'Empire, se recrutait dans le département de la Loire et portait sur son drapeau cette devise : Bravoure et discipline.
Dans les villes, la population du XIXe siècle se trouve partagée en deux classes principales : les commerçants et les artisans, subdivisés eux-mêmes en rubaniers et en ferronniers. M. Duplessy, qui pendant longtemps a été secrétaire général du département de la Loire, a été à portée de bien les étudier et en a fait la description suivante : le rubanier lui paraît plus doux et plus policé que le ferronnier ; il montre plus de conception, d'invention et d'intelligence ; fabricant des tissus délicats, il a porté ce genre de travail à un haut degré de perfection ; tandis que les ouvrages de quincaillerie et de serrurerie demeurent encore imparfaits et peu finis ; les hommes qui s'en occupent gagnent peu et ne songent guère à les perfectionner.
Les négociants du XIXe siècle cultivent avec succès les arts mécaniques et les arts d'agrément, mais ils s'occupent peu des sciences et des lettres ; ils aiment la bonne chère et ne sont point ennemis des amusements et des plaisirs ; l'étranger reçoit d'eux un accueil distingué. Après avoir passé toute la journée à leurs affaires, ils se réunissent le soir dans un café ou dans un cercle d'hommes, où l'on n'est pas obligé « d'habiller galamment la raison ». Les femmes partagent leur temps entre les soins de leurs ménages et ceux du commerce ; bonnes épouses et excellentes mères, dit M. Duplessy, elles sortent peu et trouvent tous leurs plaisirs dans l'intérieur de leurs familles. Les habitants de la ville de Saint-Chamond se distinguent entre tous ceux du département par une union, ordinairement fort rare, parmi des personnes chez lesquelles l'exercice des mêmes professions donne trop souvent naissance à d'affligeantes rivalités. Là, tous sont d'accord dès qu'il s'agit de faire du bien.
Au milieu du XIXe siècle, le Forézien émigre peu ; de ce qu'il est peu connu au dehors, il faut conclure qu'il trouve dans son département assez de ressources pour exister. Le propriétaire tient au sol et n'est jamais assez riche pour vouloir vivre autre part ; le prolétaire tient à l'industrie et il en reçoit des notions trop spéciales pour songer à les appliquer ailleurs. Si celui-ci est asservi quelquefois, c'est chez lui, dans son intérieur. Jamais il ne constitue au dehors de ces agrégations d'hommes qui permettent de confondre une espèce sous un nom générique ; c'est ainsi qu'on dit un Auvergnat, un Savoyard. L'ouvrier forézien se rattache à cette forme de l'homme civilisé qui établit des analogies entre le travailleur des villes manufacturières des départements et celui de Paris. Car ce n'est pas seulement la situation d'un pays qui crée ses mœurs, c'est son industrie, dit M. Roux. Parmi ceux qui s'enrichissent, on en voit peu courir après la fortune pour les jouissances qu'elle procure. Des rivalités d'intérêt tiennent entre eux la place des avantages sociaux que l'homme émancipé puise dans le succès de ses entreprises ; une fortune dûment acquise est pour eux la première base de l'éducation.
Consentir avant tout à n'avoir qu'un talent, celui de sa profession ; qu'un caractère, celui du négociant ; qu'un intérêt et qu'une passion, le commerce : tels sont les traits principaux d'un des types les plus tranchés du Forézien et du Français au XIXe siècle selon M. Roux. À l'ouest et au nord du Forez, les mœurs changent d'aspect et il y a des mœurs, parce qu'il n'y a pas encore de civilisation en 1841. Il se trouve par exemple là, un homme d'une physionomie digne du vieux Caton. Le paysan forézien vit dans les lieux habités par d'Urfé et qu'il choisit lui-même pour servir de cadre à son roman bocager. Le paysan, riche de tous les besoins qu'il n'a pas, heureux de tous les plaisirs qu'il ignore, reste, dans son domaine, étranger aux luttes imposées à l'ouvrier pour la conquête du salaire, au maître pour la nécessité de s'enrichir. Il n'a, à cette époque, que des notions vagues de la vie civilisée qui expire au seuil de sa demeure. Le paysan propriétaire de sa terre est sobre, dur au travail et intraitable sur l'économie domestique. Il nourrit ses valets comme lui-même et il est impossible de les traiter plus sobrement.

## Mariage
Au XIXe siècle, la femme du cultivateur n'a qu'une époque de luxe, d'élégance, de richesse et de plaisir, celle de son mariage. Elle achète alors des parures pour toute sa vie. Le dimanche où elle assiste à la messe après son mariage est aussi solennel, aussi paré que le jour de ses noces. Dans la classe pauvre, la femme se marie pour avoir une robe de drap, et la noce se fait dans un cabaret de village. Quelques pistolets rouillés en complètent la célébration par des explosions réitérées. On s'enlève solennellement un poignet ou deux et la mariée a été fêtée avec d'autant plus de pompe qu'on s'est plus estropié en son honneur. Il résulte de là une vérité : que la rusticité elle-même a besoin de richesse et surtout d'éducation. L'existence du Forézien campagnard, que des traditions de famille ont initié aux notions d'une politesse simple et aisée, n'envie rien de ce qui l'entoure et jouit ordinairement de ce qu'il possède. 

## Religion
Le Forézien du XIXe siècle a une religion : il est chrétien, catholique romain. Lyon fut en France le berceau d'un culte qui s'est étendu dans le Forez pour s'y maintenir. Un pays forézien de forme sévère, de mœurs rudes, de servitude constante, de croyance naïve et de passive obéissance, était une contrée toute préparée pour la religion chrétienne. Ce fut vers l'an 406 que le christianisme commença à être prêché dans le Forez et à donner à ses villes des noms de saints ou de martyrs. Il y eut successivement les principaux points de cette région qui se sont transformés en églises et en abbayes, le clergé catholique romain a eu de l'influence et s'est maintenu dans le diocèse de Lyon, dont le Forez fait partie.

## Costumes
Le costume des habitants des campagnes commence à se modeler sur celui des villes en 1835 et perd insensiblement tout ce qui aurait pu servir à le particulariser. Un pantalon, une veste ronde ou longue, un chapeau rond à grands bords, les cheveux pendants et retombant sur le collet de la veste ; tel est en général le costume des hommes à cette époque. Aucune couleur ne domine dans leurs vêtements, toutefois il semble que le vert est plus communément adopté. 
Toujours en 1835, dans les parties froides du département de la Loire, les femmes âgées portent généralement sur leurs bonnets un grand mouchoir en marmotte, dont une pointe tombe sur le dos, tandis que les deux autres bouts sont noués sous le menton. Cette coiffure, dit M. Duplessy, leur donne un air de ressemblance avec les femmes cophtes. Les paysannes du Forez qui jouissent de quelque aisance aiment à se parer de bijoux ; elles portent des boucles d'oreilles, de larges anneaux et surtout des colliers en or auxquels est suspendue une large plaque, dont la forme et le travail peuvent se comparer à cette pièce d'horlogerie placée dans les montres, et qu'on nomme le « coq ». Les sabots sont la chaussure ordinaire des deux sexes au XIXe siècle ; les souliers ne sont d'usage que le dimanche, et seulement parmi les campagnards aisés. Les artisans à leur aise se font remarquer, les jours de fête, par un habit dont les pans sont très longs.
Vers 1841, le costume du passementier est une veste ronde (carmagnole) avec parfois un bonnet. Il est peu esclave des modes et des ajustements, la mode de la région est toujours la sienne et cette mode varie trop peu pour porter ce nom. Concernant le paysan de 1841, un habit de cadi à larges basques pour les jours ordinaires, de drap de Montauban pour les dimanches ; un chapeau rond modernisé, une chemise de toile blanchie par l'usage, une cravate de mousseline, des bas de coton, des souliers lacés et un pantalon flottant, complètent son costume. La femme du cultivateur porte à cette époque une coiffure brodée au tamis, ornée d'une profusion de dentelles et que l'on relève en bandeau orné d'une épingle d'or. Le tulle, la broderie et la dentelle, fabriqués l'un au métier, les autres au tamis et au carreau, ornent un bonnet rond qui peut être d'un prix élevé.

## Migrations
Des Foréziens ont migré en Nouvelle-Calédonie à partir du XIXe siècle,.